# Лібераль Брюан
Лібераль Брюан (фр. Libéral Bruand; 1636, Париж, Французьке королівство — 22 листопада 1697, Париж, Французьке королівство) — французький архітектор, член Академії архітектури Франції, придворний архітектор Людовика XIV. Керував будівництвом Державного Будинку Інвалідів у Парижі.

## Життєпис
Народився у Парижі в сім'ї архітектора Себастьяна Брюана (1602—1670). Його рідний брат Жак Брюан (1624—1664) також був відомим французьким архітектором. Був учнем Франсуа Блонделя.
У 1663 році Лібераль Брюан стає королівським архітектором. 1670 року успадкував посаду свого батька і став генеральним майстром столярних робіт короля Франції.
Його учнем був французький архітектор Жуль Ардуен-Мансар.

## Доробок
- Державний Будинок Інвалідів
- Госпіталь Пітьє-Сальпетрієр
- Базиліка Нотр-Дам-де-Віктуар

## Галерея

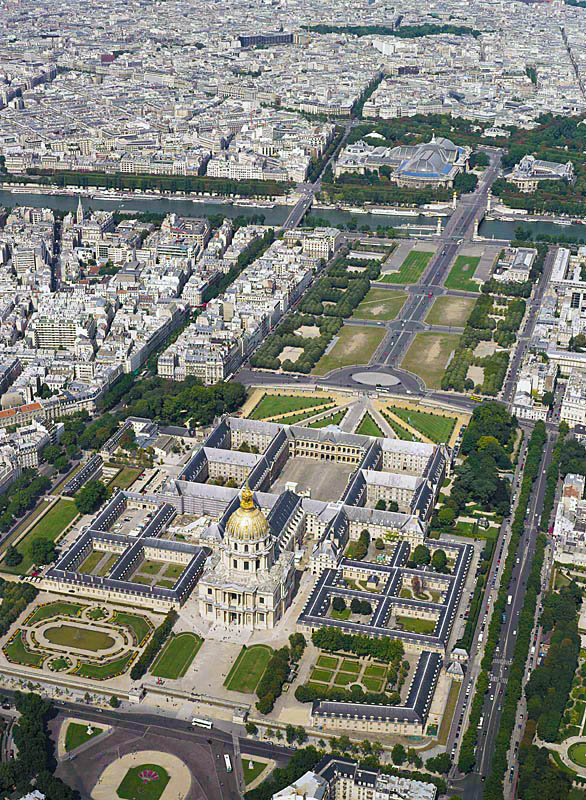
Державний Будинок Інвалідів
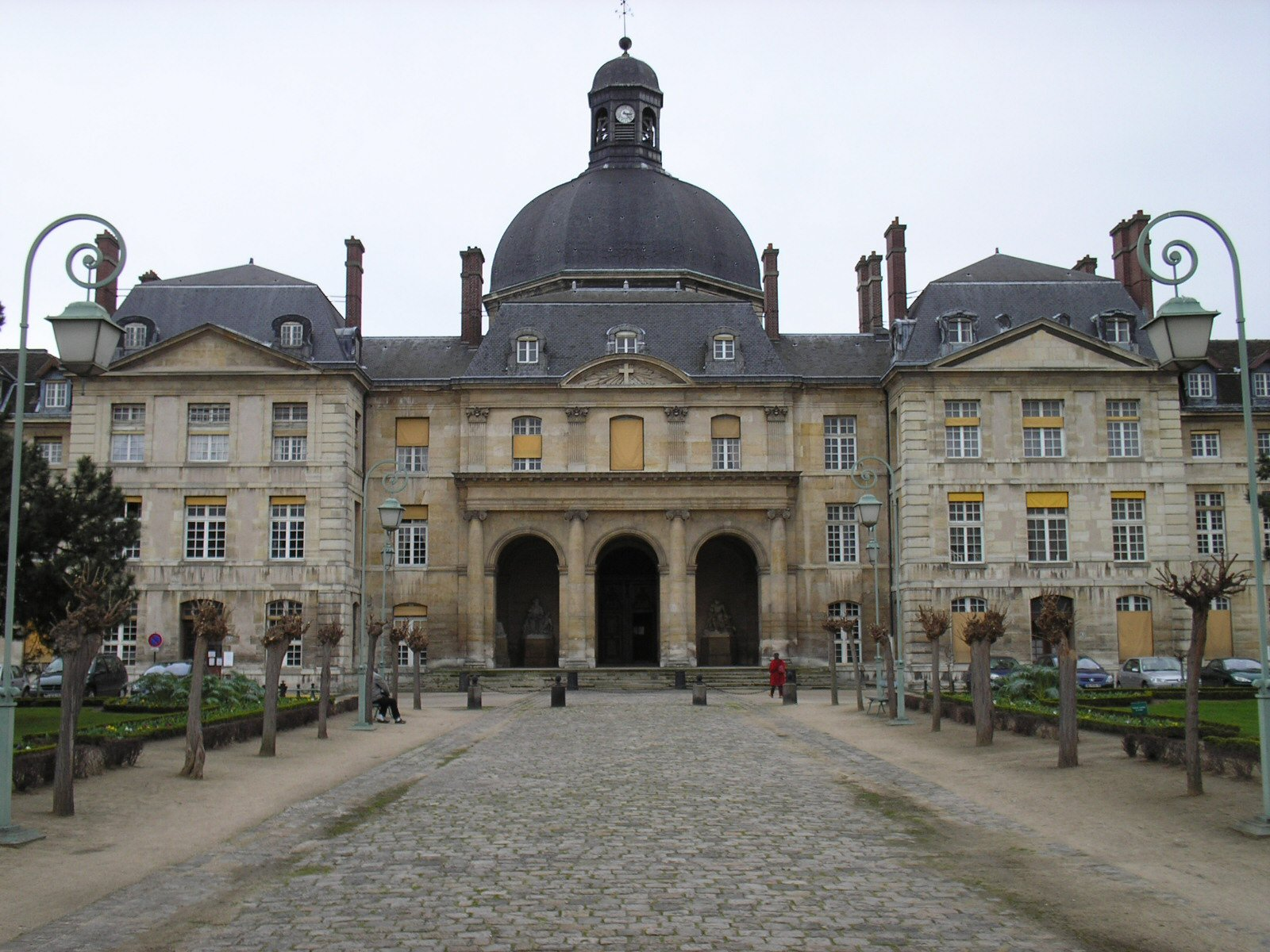
Каплиця Сальпетрієр
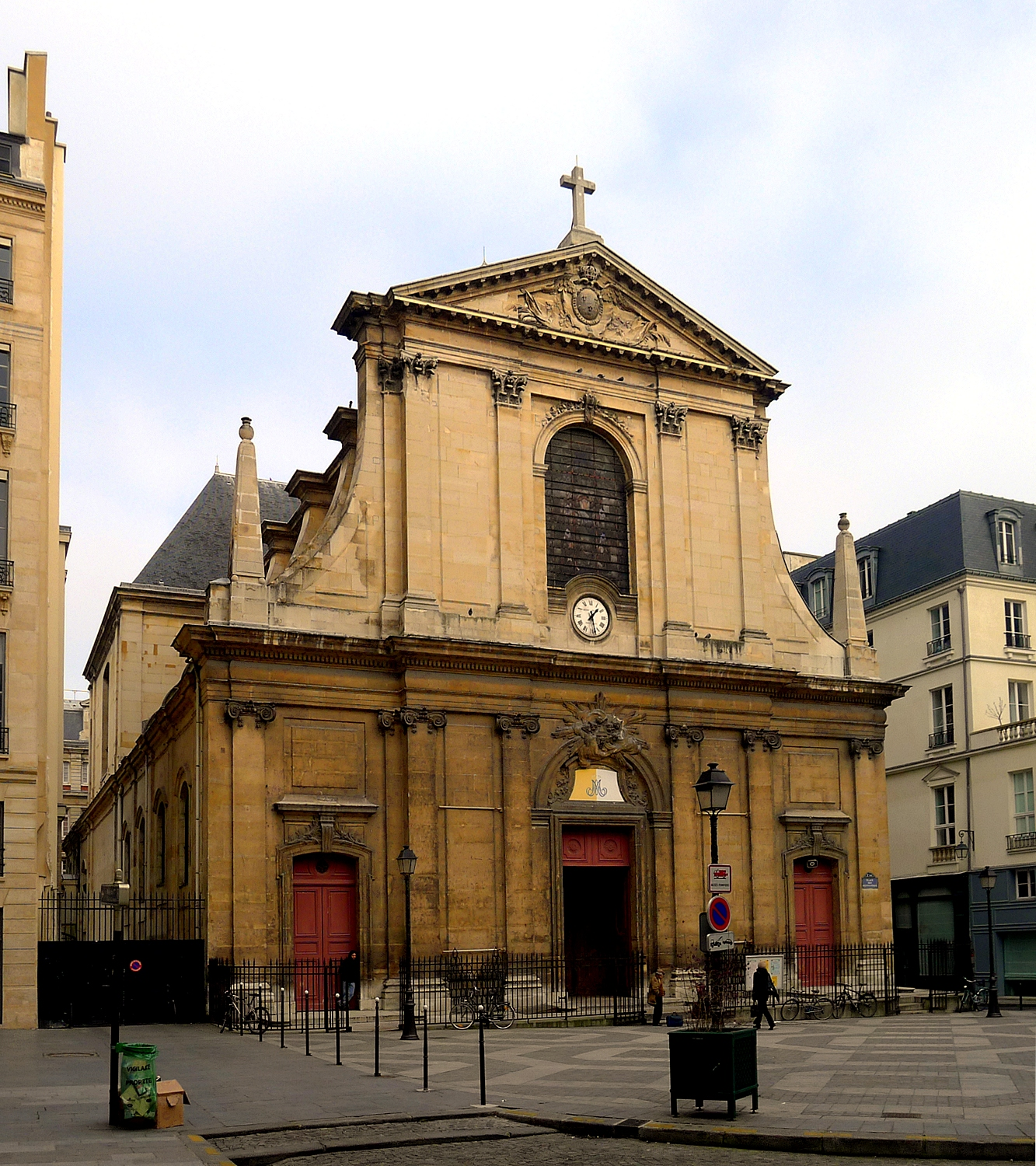
Фасад базиліки Нотр-Дам-де-Віктуар